# Wawrzyniec Ngôn
Św. Wawrzyniec Ngôn (wiet. Laurensô Ngôn) (ur. ok. 1840 r. w Lục Thuỷ, prowincja Nam Định w Wietnamie – zm. 22 maja 1862 r. w Nam Định w Wietnamie) – męczennik, święty Kościoła katolickiego.
Wawrzyniec Ngôn urodził się w katolickiej rodzinie w Lục Thuỷ, prowincja Nam Định, data nie jest dokładnie znana. Wawrzyniec Ngôn był żonaty i pracował na roli. Podczas prześladowań chrześcijan w Wietnamie został uwięziony, jednak za łapówkę odzyskał wolność. Ponownie został aresztowany 8 września 1861 r. Bezskutecznie próbowano skłonić go do wyrzeczenia się wiary. Został ścięty 22 maja 1862 r.
Dzień wspomnienia: 24 listopada w grupie 117 męczenników wietnamskich.
Beatyfikowany 29 kwietnia 1951 r. przez Piusa XII. Kanonizowany przez Jana Pawła II 19 czerwca 1988 r. w grupie 117 męczenników wietnamskich.